# 蒂莫·佩尔托马
蒂莫·佩尔托马（芬蘭語：Timo Peltomaa，1968年7月26日—），芬兰男子冰球运动员，场上位置是前锋。他曾代表芬兰国家队参加1992年冬季奥林匹克运动会冰球比赛，获得第七名。